# Girindra Kumar Baruah
 (septembre 2020).
Girindra Kumar Baruah est un homme politique indien. 

## Carrière politique
Il a représenté Barhampur à l'Assemblée de l'Assam de 1985 à 1990. 
En 1996, il a remporté la circonscription de l'Assemblée de Nowgong Sadar et l'a représentée jusqu'en 2011, date à laquelle il a perdu face au candidat du Congrès national indien Durlabh Chamua.